# تاماس سابو
تاماس سابو (بالمجرية: Szabó Tamás)‏ هو سياسي مجري، ولد في 2 مايو 1957 في المجر. حزبياً، نشط في فيدس – الاتحاد المدني المجري. وقد انتخب عضو الجمعية الوطنية المجرية.